# Brzezina bagienna

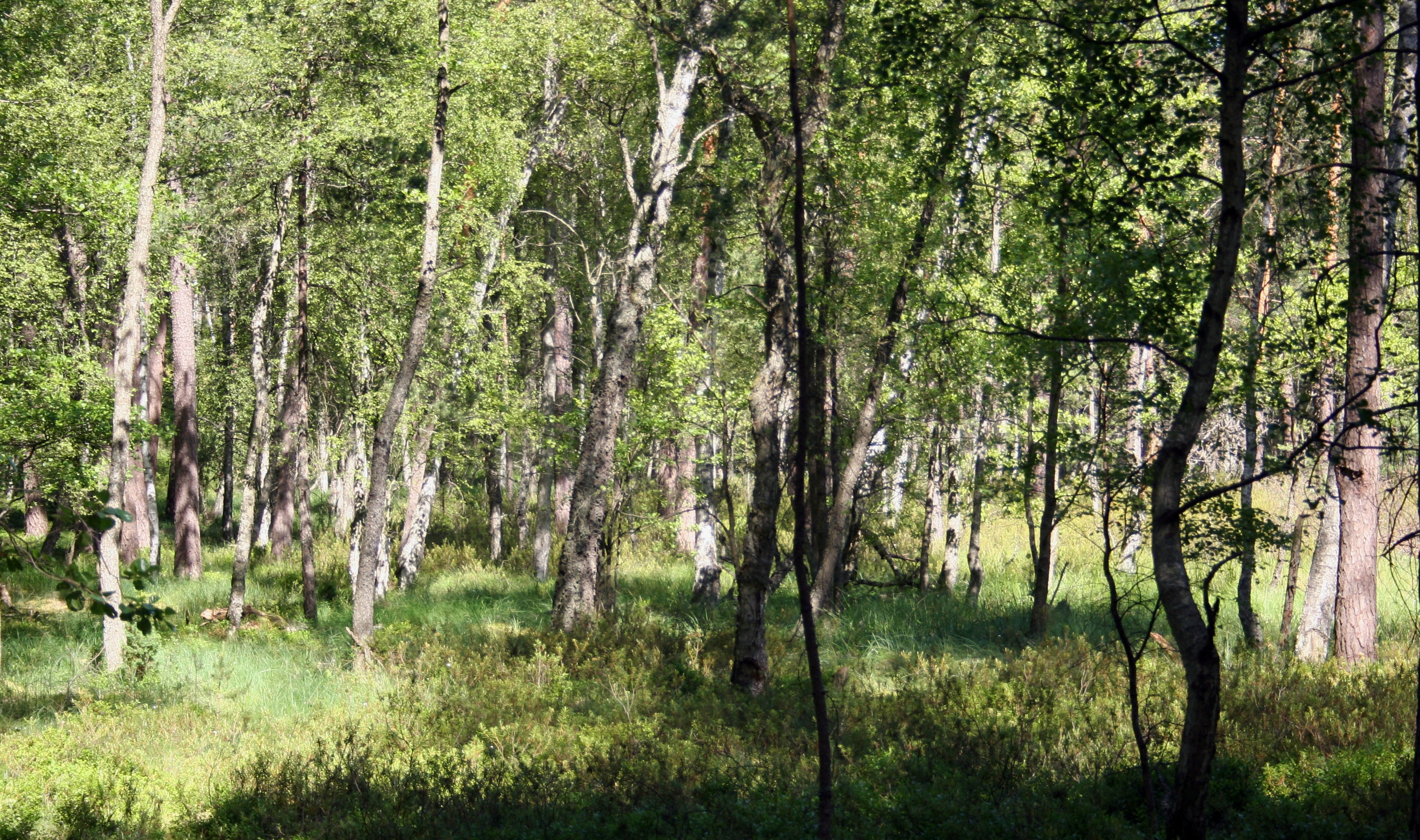
Brzezina bagienna na terenie Parku Narodowego „Bory Tucholskie”

Brzezina bagienna (Betuletum pubescentis, Vaccinio uliginosi-Betuletum pubescentis) – zespół leśny o spornej przynależności syntaksonomicznej. W klasyfikacji Władysława Matuszkiewicza ze względu na charakterystyczną kombinację gatunków i warunków siedliskowych zaliczony do klasy Vaccinio-Piceetea. Zbliżony jest do zespołu Thelypteridi-Betuletum pubescentis zaliczanego do klasy Alnetea glutinosae, ale zawiera więcej elementów borowych oraz subatlantyckich (jak woskownica europejska). W literaturze zachodnioeuropejskiej bywa rozróżniana subborealna brzezina bagienna (Vaccinio uliginosi-Betuletum pubescentis) i subatlantycka brzezina bagienna (Betuletum pubescentis). W polskiej terminologii subborealna brzezina bagienna to las olsowy Thelypteridi-Betuletum pubescentis.
Zajmuje głównie torfowiska przejściowe, czasami otaczając bór bagienny.
Charakterystyczna kombinacja gatunków
ChCl. : widłoząb miotlasty (Dicranum scoparium), rokietnik pospolity (Pleurozium schreberi), gajnik lśniący (Hylocomium splendens), pszeniec zwyczajny (Melampyrum pratense), piórosz pierzasty (Ptilium crista-castrensis), gruszyczka mniejsza (Pyrola minor), gruszyczka okrągłolistna (Pyrola rotundifolia), pawężnica brodawkowata (Peltigera aphthosa), siódmaczek leśny (Trientalis europaea), borówka czarna (Vaccinium myrtillus), borówka bagienna (Vaccinium uliginosum), borówka brusznica (Vaccinium vitis-idaea)
ChO. : sosna zwyczajna (Pinus sylvestris), chrobotek reniferowy (Cladonia rangiferina), chrobotek leśny (Cladonia arbuscula), widłoząb ciemny (Dicranum fuscescens), widłoząb kędzierzawy (Dicranum polysetum)
ChAll.: pomocnik baldaszkowy (Chimaphila umbellata), widlicz spłaszczony (Diphasiastrum complanatum), korzeniówka pospolita (Monotropa hypopitys), gruszyczka zielonawa (Pyrola chlorantha), jemioła pospolita rozpierzchła (Viscum album ssp. austriacum)
ChSubAll.: borówka bagienna (Vaccinium uliginosum), kruszyna pospolita (Frangula alnus) (obficie), pszeniec zwyczajny (Melampyrum pratense ssp. paludosum), trzęślica modra (Molinia caerulea) (obficie), wierzba uszata (Salix aurita), torfowiec błotny (Sphagnum palustre), próchniczek błotny(Aulacomnium palustre), Calypogeia azurea, rosiczka okrągłolistna (Drosera rotundifolia), Kurzia pauciflora, Sphagnum capillifolium, Sphagnum russowii
ChAss. brzoza omszona (Betula pubescens) (regionalnie, dominant), widłak jałowcowaty (Lycopodium annotinum), nerecznica szerokolistna (agg.) (Dryopteris dilatata agg.)

## Występowanie
- W Polsce występuje na Pomorzu (Pojezierze Kaszubskie, Nizina Szczecińska).